# St. Emmeram (Oberköblitz)

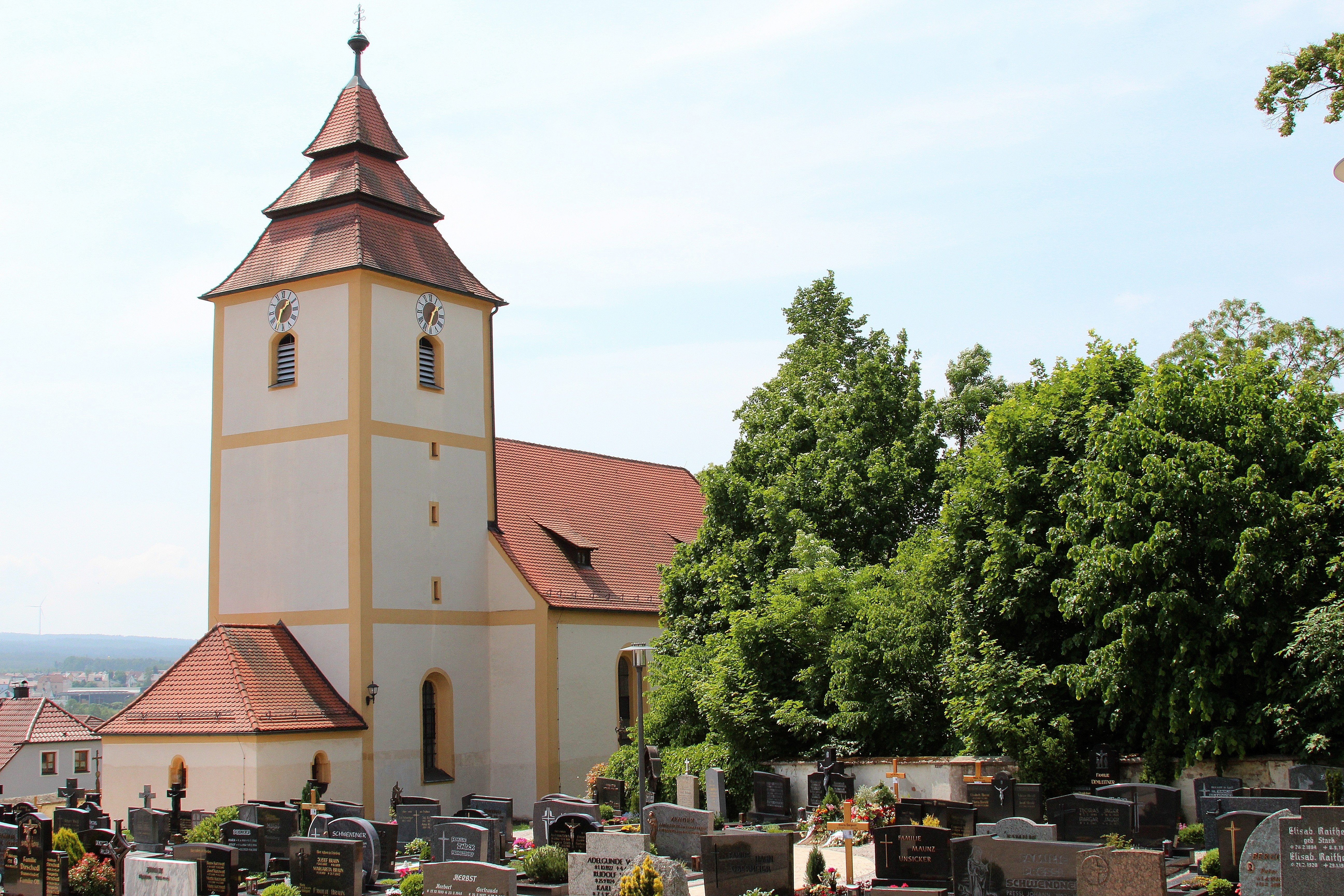
St. Emmeram in Oberköblitz

Die römisch-katholische Pfarrkirche St. Emmeram ist eine im Kern mittelalterliche ehemalige Wehrkirche im Ortsteil Oberköblitz von Wernberg-Köblitz im Oberpfälzer Landkreis Schwandorf. Sie gehört zur Pfarreiengemeinschaft Oberköblitz-Wernberg im Bistum Regensburg.

## Geschichte und Architektur

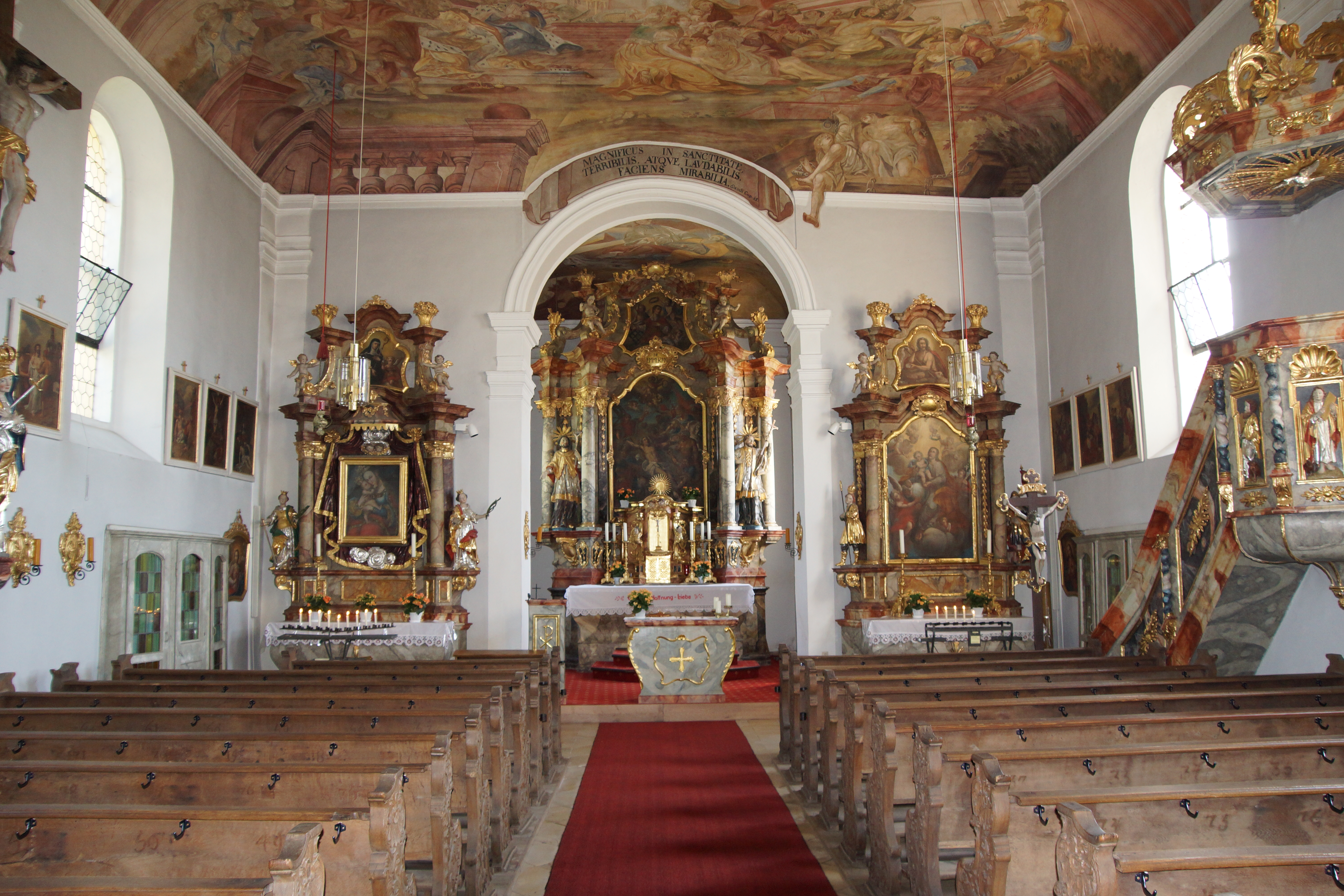
Innenansicht

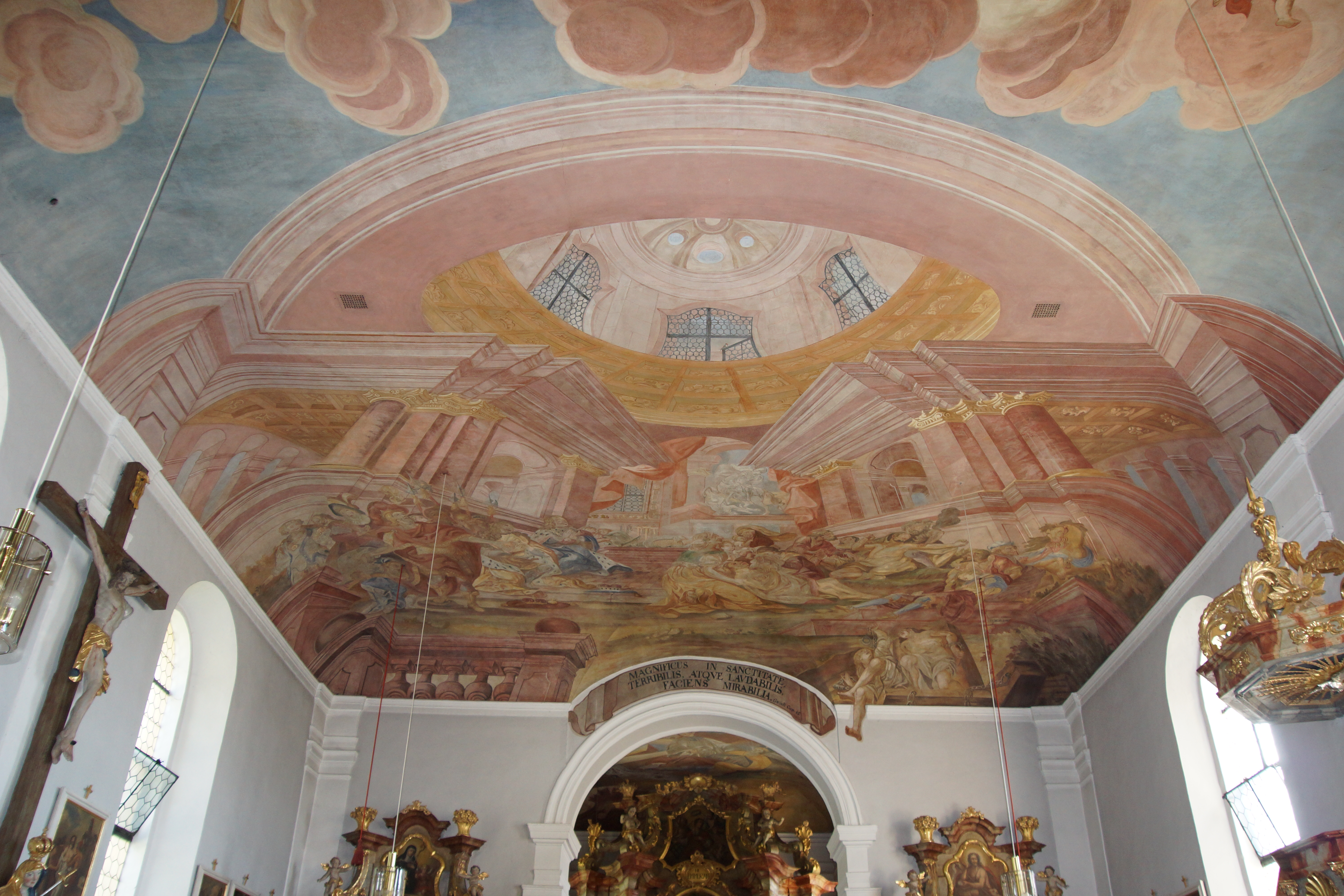
Deckengemälde

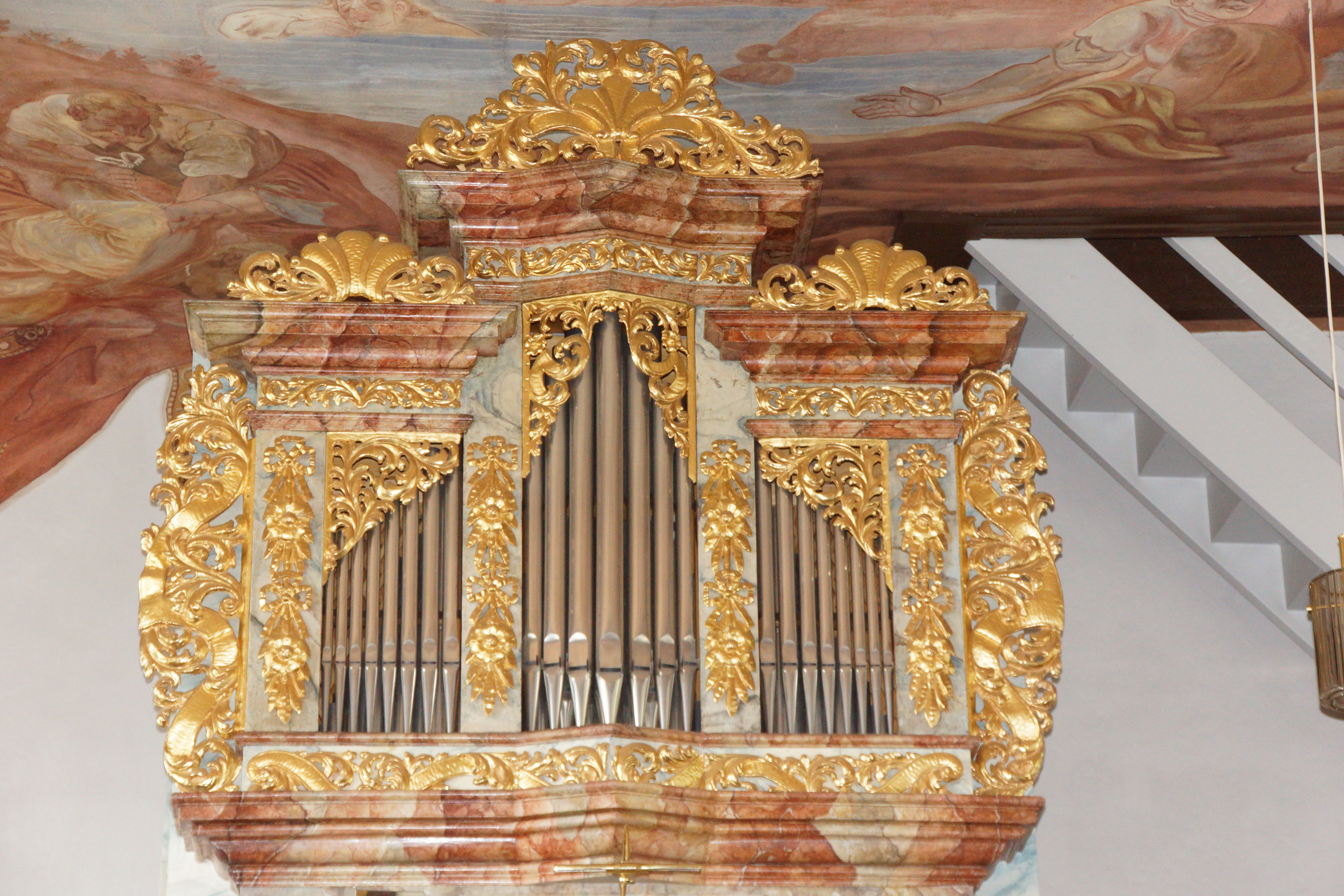
Orgelprospekt

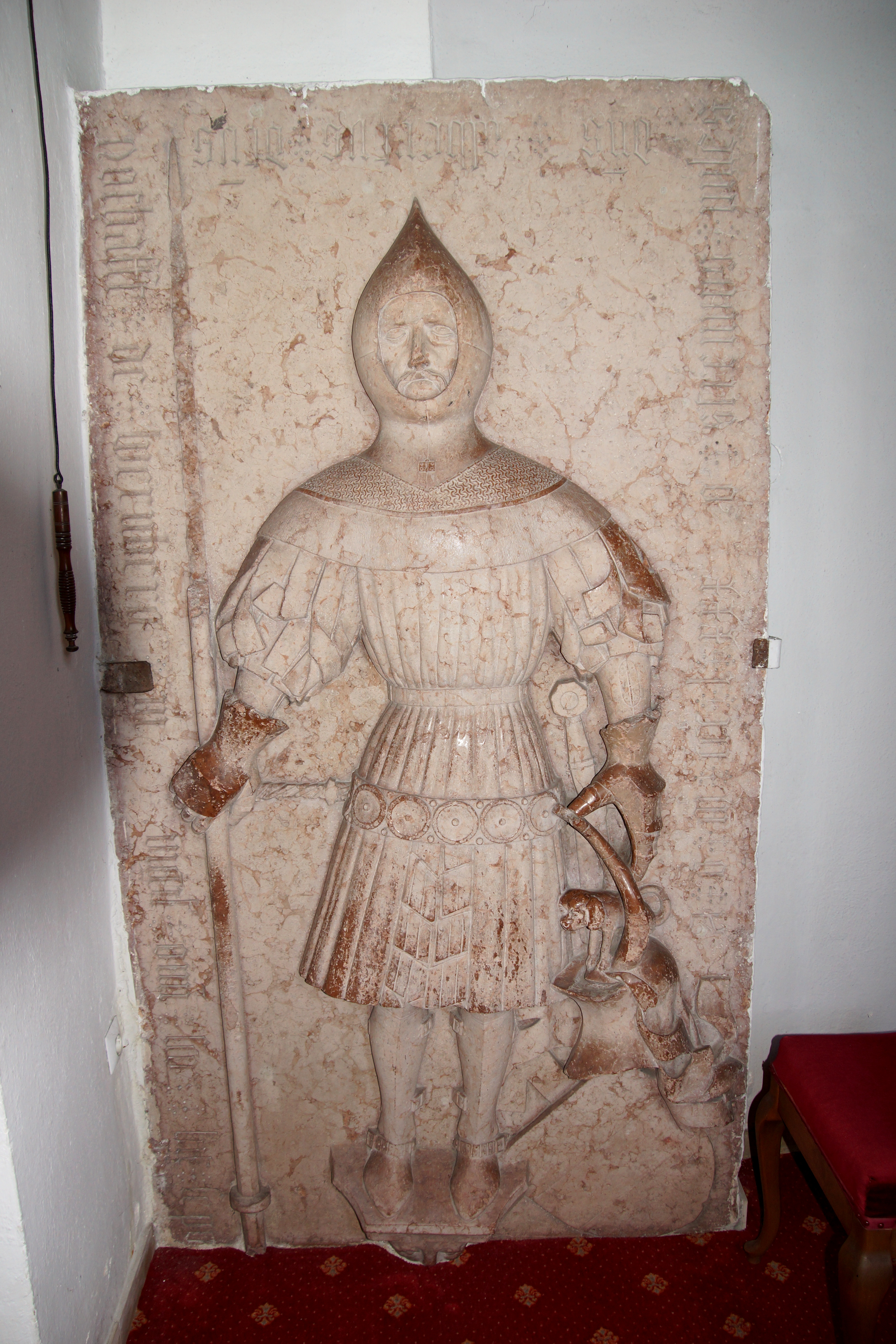
Grabplatte des Albrecht Nothaft von Wernberg

Die Kirche St. Emmeram ist Teil einer an einem historischen Hohlweg stehenden, aus dem Mittelalter stammenden Wehrkirchenanlage, die mit dem nördlich stehenden Pfarrhof durch eine Bogenbrücke verbunden ist.
Der Ortsname Köblitz belegt eine Siedlungskontinuität bis zurück in die slawische Zeit des 7. und 8. Jahrhunderts. Die beiden Kirchenpatrozinien St. Emmeram und St. Johann Baptist lassen vermuten, dass ausgehend von den Regensburger Emmeramsmönchen die in Perschen bei Nabburg eine Missionsstation zur Bekehrung der umwohnenden heidnischen Slawen hatten, naabaufwärts hier eine Landtaufkirche errichtet wurde. Aufbauend auf diese Landtaufkirche dürfte sich eine kleine Missionsstation oder frühe Kapelle entwickelt haben. Diese frühen Missionsstationen hatten nicht zuletzt besitzstabilisierende Funktion, da die Diözesangrenzen im 8./9. Jahrhundert noch umstritten waren. Die Köblitzer Kapelle war der Pfarrei Luhe zugehörig.
Die Ausgründung der Pfarrei fällt in die Zeit der Schenkung des Luher Patronats an das Kloster Waldsassen und den Güterbereinigungen Waldsassens mit der Familie Nothaft nach deren Südorientierung nach Wernberg, wo sie erstmalig 1284 nachgewiesen sind. Die Pfarrei Köblitz taucht erstmalig in der Einkommensschätzung des Bistums Regensburg im Jahr 1286 auf, wo Köblitz und Döllnitz mit je 1/2 Mark Einnahmen am untersten Ende der Liste stehen. Sie dürften also kurz vorher gegründet worden sein. Nachdem 1318 „Neubruchzehente“ bei Köblitz vergeben wurden, war das Gebiet Anfang des 14. Jahrhunderts noch Rodungsland.
Der älteste Teil der Kirche, der mittlere Teil des Langhauses, dürfte bis in die Zeit der Pfarreigründung zurückgehen. Die Kirche wurde zweimal erweitert. Die erste Erweiterung nach Westen um „drei Pfeiler“ (rund 6–8 Meter) erfolgte in den Jahren 1597–1600 und ist verbunden mit der Gegenreformation Landgraf Georg Ludwigs von Leuchtenberg. Diesem Anbau schloss sich im Jahr 1600 die Friedhofserweiterung und im Jahr 1603 der Pfarrhofneubau an. Die zweite Erweiterung erfolgte im Jahr 1750 nach Osten, nachdem der Turm im Jahr 1749 baufällig geworden war. Die Kirche wurde dabei östlich um knapp fünf Meter verlängert und der Turm um vier Meter erhöht. Das auffällige Turmdach wurde vom Wernberger Zimmermeister Schaller errichtet.
Der Chorturm ist mit einem vierachsigen Langhausanbau und einer Westempore versehen. Deckenmalereien in Langhaus und Chor zeigen die Verherrlichung des heiligen Emmeram, sind im Chor bezeichnet mit „J. G. Merz in Nein“ (Neunburg vorm Wald, 1750) und wurden durch Restaurierungen teilweise beeinträchtigt.

## Ausstattung
Zur reichen Ausstattung des Barock gehören die Altäre aus der Zeit um 1750. Nach einer umfangreichen Stiftung wurde der Hochaltar 1758 und die Nebenaltäre 1759 durch den Amberger Maler Michael Wild gefasst. In diesem Zusammenhang wurden auch Chor und Orgel mit reichem Akanthusschnitzwerk „in Dukatemgold“ überarbeitet. Der Hochaltar zeigt in einem Gemälde das Martyrium des heiligen Emmeram und seitlich Holzfiguren der Heiligen Johann Nepomuk und Franz Xaver, im Altarauszug ein Gemälde mit dem heiligen Laurentius.
Der linke Seitenaltar zeigt im Altarblatt die Madonna, flankiert von Figuren der heiligen Katharina und Barbara; im Auszug ist die heilige Walburga von Eichstätt dargestellt. Der rechte Seitenaltar ist mit einem Gemälde des heiligen Joseph mit dem Jesuskind versehen, mit dem heiligen Johann Baptist im Auszug.
Die Kanzel aus der Zeit um 1720 zeigt Reliefs der Evangelisten. Das geschnitzte Gestühl wurde im Zusammenhang der Neupflasterung der Kirche um 1733 hergestellt. Zwei Skulpturen aus der ersten Hälfte des 18. Jahrhunderts stellen Christus an der Geißelsäule und den heiligen Sebastian dar.
Der älteste Nachweis einer Orgel stammt aus dem Jahr 1597 als für die Orgel Gelder nach Pfreimd bezahlt wurden. Einhundert Jahre später (1697) wurde die „alte“ Luher Orgel saniert und nach Köblitz übernommen. Die bisherige Köblitzer Orgel wurde zur Weiterverwendung in Wernberg St. Anna neu aufgestellt.  Das jetzige Orgelwerk wurde von der Firma Orgelbau Kubak aus dem Jahr 2003 mit 16 Registern auf zwei Manualen und Pedal realisiert.

## Tumbadeckplatte für Albrecht Nothafft von Wernberg
An der Nordwand des Chores zeigt eine Tumbadeckplatte für den 1380 gestorbenen Albrecht Nothaft von Wernberg ein Hochrelief des Verstorbenen als Ritter mit vollständiger Rüstung, ausgestattet mit einem Bascinet ohne Visier, einem Ringpanzerkragen über dem Mantel mit aufgeschnittenen Beutelärmeln sowie einem tiefsitzenden Dupsing, die rechte Hand am Schaft der Lanze und die linke Hand am Schwertgriff. Dieses Werk wird als „ein Hauptwerk der Sepulkralkultur am Beginn der Spätgotik in der Oberpfalz, das eine Verarbeitung stilistischer Einflüsse der Prager Hofkunst erkennen lässt“, gewürdigt. Die Entstehung des Grabsteines ist in die Zeit von 1400–1420 zu setzen. Auftraggeber war demnach Heinrich Nothaft für seinen Vater, möglicherweise im Rahmen seiner Kirchenstiftung/Ewigen Messe im Jahr 1406, die dreimal wöchentlich in der Schlosskapelle, sonst aber in der Pfarrkirche Köblitz zu lesen war.
Zahlreiche Grabsteine und Epitaphien aus dem 16.–18. Jahrhundert derer von Fronau von und zu Offenstetten sind ebenfalls in der Kirche aufbewahrt.